# Baptiste Firiam
Baptiste Firiam (* 22. Juni 1971 in Port Vila) ist ein vanuatuischer Sprinter.

## Karriere
Firiam nahm an zwei olympischen Sommerspielen teil, zuerst an den Olympischen Sommerspielen 1988 in Seoul, wo er über 400 Meter lief und in seinem Lauf den 7. von sieben Läufern belegte, sich also nicht für die nächste Runde qualifizierte. Vier Jahre später nahm er an den Olympischen Sommerspielen 1992 teil und belegte erneut über 400 Meter den 7. seiner Läufe, kam also nicht in die nächste Runde, lief auch über 800 Meter und wurde erneut 7. seiner Läufe und konnte sich nicht qualifizieren.